# Куп Мађарске у фудбалу 2014/15.
Куп Мађарске у фудбалу 2014/15. (мађ. 2013–2014-es magyar labdarúgókupa) је било 75. издање серије, на којој је екипа ФК Ференцвароша тријумфовала по 21. пут. Куп је почео утакмицом првог кола 7. августа 2014. године, а завршио се финалном утакмицом одржаним у мају 2015. године на стадиону Групама Арена у Будимпешти. Ференцварош је бранилац титуле, пошто је прошле сезоне освојио своје двадесето куп такмичење. Победник такмичења пласирао се у другу рунду квалификација УЕФА Лиге Европе 2015/16.

## Четвртфинале[3]
| Тим #1                   | рез.   | Тим #2        | прва утакмица | друга утакмица |
| ------------------------ | ------ | ------------- | ------------- | -------------- |
| 4. и 31. март 2015.      |        |               |               |                |
| ФК Кишварда              | 2 : 4  | ФК Солнок МАВ | 1 : 3         | 1 : 1          |
| ФК Ференцварош           | 10 : 0 | ФК Чаквар     | 5 : 0         | 5 : 0          |
| 4. март и 1. април 2015. |        |               |               |                |
| ФК Ђирмот СЕ             | 0 : 4  | ФК Ујпешт     | 0 : 0         | 0 : 4          |
| Видеотон                 | 5 : 1  | ФК Печуј      | 2 : 1         | 3 : 0          |

## Полуфинале
| Тим #1               | рез.  | Тим #2         | прва утакмица | друга утакмица |
| -------------------- | ----- | -------------- | ------------- | -------------- |
| 7/29 квітня 2015.    |       |                |               |                |
| ФК Солнок МАВ        | 1 : 3 | ФК Ференцварош | 0 : 2         | 1 : 1          |
| 8. и 28. април 2015. |       |                |               |                |
| Видеотон             | 5 : 1 | ФК Ујпешт      | 1 : 0         | 4 : 1          |

## Финале
Одиграна је само једна утакмица у финалу и МТК је освојио титулу шампиона.
| 20. мај 2015. |       |                |
| Видеотон      | 0 : 4 | ФК Ференцварош |

| Видеотон (НБ I) | 0–4      | ФК Ференцварош (НБ I)                                                             |
| --------------- | -------- | --------------------------------------------------------------------------------- |
|                 | Извештај | Роланд Варга 53’ · Бенце Батик 60’ · Роланд Ламах 68’ · Роланд Солноки 86’ (а.г.) |